# 於可训
於可训（1947年3月—），湖北黄梅人，中国文学批评家。

## 生平
毕业于黄冈中学，青年时当过农民、工人，1977年考入武汉大学就读。后担任武汉大学文学院博士生导师、湖北省作协副主席、中国写作学会常务副会长等职。曾获湖北省优秀教学成果奖、湖北省文艺论文奖等奖项。

## 著作
出版有《新诗史论与小说批评》、《小说家档案》、《80年代中国通俗文学》等作品。他编写的《中国当代文学概论》被中国几十所学校用为教材。